# Saint-Vital
Saint-Vital ist eine französische Gemeinde mit 761 Einwohnern (Stand: 1. Januar 2022) im Département Savoie in der Region Auvergne-Rhône-Alpes (vor 2016 Rhône-Alpes). Saint-Vital gehört zum Kanton Albertville-2 (bis 2015 Kanton Grésy-sur-Isère) im Arrondissement Albertville und ist Mitglied im Gemeindeverband Communauté d’agglomération Arlysère.

## Geografie
Saint-Vital liegt etwa 30 Kilometer ostnordöstlich von Chambéry und etwa zehn Kilometer südwestlich von Albertville an der Isère, die die südöstliche Grenze bildet. Umgeben wird Saint-Vital von den Nachbargemeinden Cléry im Norden, Frontenex im Osten und Nordosten, Sainte-Hélène-sur-Isère im Süden und Südosten sowie Montailleur im Westen.

## Bevölkerungsentwicklung
| Jahr                       | 1954 | 1962 | 1968 | 1975 | 1982 | 1990 | 1999 | 2006 | 2017 |
| -------------------------- | ---- | ---- | ---- | ---- | ---- | ---- | ---- | ---- | ---- |
| Einwohner                  | 265  | 240  | 246  | 257  | 364  | 454  | 581  | 659  | 694  |
| Quellen: Cassini und INSEE |      |      |      |      |      |      |      |      |      |

## Sehenswürdigkeiten
- Kirche Saint-Vital